# Ландзат, Денни
Денни Домингес Ландзат (нидерл. Denny Domingues Landzaat, МФА: [ˈdɛni ˈlɑntsaːt]; род. 6 мая 1976[…], Амстердам) — нидерландский футболист, завершивший игровую карьеру, выступал на позиции полузащитника. Ныне — тренер.

## Клубная карьера
Денни Ландзат является воспитанником футбольной академии амстердамского «Аякса», в которой Денни занимался с восьми лет. В основной команде клуба Денни дебютировал 30 марта 1996 года в матче против «Роды», Ландзат вышел на замену вместо Сонни Силойя на 74-й минуте матча, который завершился победой «Роды» со счётом 2:0. 20 марта 1996 года Денни дебютировал в четвертьфинале Лиги чемпионов 1995/96 против немецкой Боруссии из Дортмунда, это был второй матч четвертьфинала между «Аяксом» и «Боруссии», в первом матче «Аякс» победил со счётом 2:0. В матче Денни вышел на замену на 88-й минуте вместо Яри Литманена и отыграл всего 3 минуты, к этому времени его команда уже выигрывала со счётом 1:0, благодаря этой победе по сумме двух встреч 3:0 «Аякс» вышел в полуфинал турнира. В полуфинале и финале турнира, в котором амстердамцы проиграл итальянскому «Ювентусу» по пенальти 4:2, Ландзат участие не принимал.
В 1996 году Ландзат перешёл в клуб первого дивизиона МВВ из города Мастрихт. В новом клубе он сразу стал основным игроком, в первом сезоне полузащитник сыграл 34 матча и забил 2 мяча, а его клуб выиграв чемпионат и вышел в высший дивизион Нидерландов. За три сезона за МВВ Денни сыграл 102 матча и забил 10 мячей. В 1999 году Ландзат перешёл в клуб «Виллем II». В чемпионате Нидерландов сезона 1999/00 Денни забил всего 3 мяча в 25 матчах, однако в двух последующих забил 28 мячей в 67 матчах. Больших успехов с «Виллем II» Ландзат не достиг, клуб был лишь середняком чемпионата Нидерландов, за четыре года в клубе Денни провёл в чемпионате 139 матчей и забил 38 мячей.
В 2003 году Ландзат в качестве свободного игрока подписал контракт с клубом АЗ из Алкмара. Дебют Денни состоялся 23 января 2004 года в матче против «АДО Ден Хага», Денни отыграл весь матч и получил жёлтую карточку на 88-й минуте матча, к этому времени АЗ уже вёл со счётом 1:0, этот результат и стал окончательным. Свой первый гол за АЗ Денни забил 11 февраля 2004 года матче против «Фейеноорда», Ландзат отличился на 68-й минуте матча, который завершился уверенной победой АЗ со счётом 3:0. Всего в сезоне 2003/04 Денни сыграл 17 матчей в чемпионате и забил 3 мяча, а его клуб занял 5 место в турнирной таблице. В 2005 году Ландзат становился бронзовым призёром чемпионата, а в 2006 году серебряным призёром.
В июле 2006 года Денни подписал трёхлетний контракт с клубом английской Премьер-Лигой «Уиганом», сумма трансфера составила приблизительно 4,5 млн евро. Дебют Ландзата состоялся 19 августа 2006 года в матче против «Ньюкасл Юнайтеда», который завершился поражением «Уигана» со счётом 2:1, Денни отыграл 87 минут, после которых был заменён. Свой первый мяч за «Уиган» Денни забил 30 января 2007 года в матче против «Рединга», но его гол на 90-й минуте не помог его команде избежать поражения со счётом 3:2. Всего в чемпионате Англии сезона 2006/07 Денни сыграл 33 матча и забил 2 мяча, а его команда по итогам сезона заняла 17 место и чудом избежала вылет лигой ниже.
В сезоне 2007/08 Ландзат после 13 проведённых игр в чемпионате в январе 2008 года перешёл в «Фейеноорд», сумма трансфера между клубами составила 1 млн евро. Дебют Денни за новый клуб состоялся 27 января 2008 года в матче чемпионата Нидерландов против «Гронингена», Ландзат отыграл весь матч, а его команда сыграла вничью 1:1. Спустя месяц Ландзат отметился первым забитым мячом за «Фейеноорд», это произошло 23 февраля 2008 года в матче против «Хераклеса», который завершился результативной ничьей 3:3. 27 апреля 2008 года Ландзат стал обладателем кубка Нидерландов, в финальном матче за кубок «Фейеноорд» встретился с клубом «Рода». Уже на 8-й минуте матча Ландзат открыл счёт в матче, а Джонатан де Гузмана на 36-й минуте довёл счёт до 2:0, матч так и завершился со счётом 2:0, а «Фейеноорд» спустя 13 лет вернул себе кубок Нидерландов. В чемпионате же «Фейеноорд» финишировал на пятой позиции, а Денни в свой актив записал один гол в 11 матчах чемпионата.
Большую часть сезона 2008/09 пропустил из-за травмы. 12 апреля 2009 года забил красивый гол со штрафного в ворота «Хераклеса», матч завершился победой «Фейеноорда» со счётом 5:1.
30 августа 2010 года, Ландзат заключил однолетний контракт с клубом «Твенте».
В июне 2012 года он продлил контракт с «Твенте» до 2013 года.

## Карьера в сборной
В национальной сборной Нидерландов Ландзат дебютировал 2 июня 2001 года в матче против сборной Эстонии, Денни вышел на замену на 60-й минуте матча, который завершился победой нидерландцев со счётом 4:2. Свой первый гол за сборную Денни забил 3 сентября 2004 года в матче против сборной Лихтенштейна, который завершился победой Нидерландов со счётом 3:0.
В 2006 году Ландзат в составе сборной Нидерландов отправился на Чемпионат мира в Германию. В первом матче на турнире Нидерланды встретились со сборной Сербии и Черногории, Ландзат начал этот матч на скамейки запасных, однако на 60-й минуте вышел на замену вместо Марка ван Боммеля, к этому времени его сборная побеждала со счётом 1:0, это был и итоговый счёт в матче.
В двух оставшихся матчах в группе, против сборной Кот-д’Ивуара и Аргентины, Ландзат также выходил на замену во втором тайме. Выйдя в 1/8 финала сборной Нидерландов предстояло встретиться со сборной Португалией, Денни и в этом матче находился в запасе и так и не появился в матче, который завершился победой португальцев со счётом 1:0, единственный мяч в матче забил Манише на 23 минуте.
16 мая 2008 года Ландзат вошёл в расширенный список кандидатов в сборную на поездку на Чемпионат Европы 2008, но в итоговый список Денни не попал и после того как Ландзат это узнал, он и Сандер Боскер, который также не был включён в основной список, покинули расположение сборной Нидерландов.

## Статистика

### Матчи Ландзата за сборную Нидерландов
| Матчи Ландзата за сборную Нидерландов | Матчи Ландзата за сборную Нидерландов | Матчи Ландзата за сборную Нидерландов | Матчи Ландзата за сборную Нидерландов | Матчи Ландзата за сборную Нидерландов | Матчи Ландзата за сборную Нидерландов |
| ------------------------------------- | ------------------------------------- | ------------------------------------- | ------------------------------------- | ------------------------------------- | ------------------------------------- |
| №                                     | Дата                                  | Соперник                              | Счёт                                  | Голы Ландзата                         | Соревнование                          |
| 1                                     | 2 июня 2001                           | Эстония                               | 4:2                                   | —                                     | Чемпионат мира 2002 (отбор)           |
| 2                                     | 15 августа 2001                       | Англия                                | 2:0                                   | —                                     | Товарищеский матч                     |
| 3                                     | 6 октября 2001                        | Андорра                               | 4:0                                   | —                                     | Чемпионат мира 2002 (отбор)           |
| 4                                     | 10 ноября 2001                        | Дания                                 | 1:1                                   | —                                     | Товарищеский матч                     |
| 5                                     | 27 марта 2002                         | Испания                               | 1:0                                   | —                                     | Товарищеский матч                     |
| 6                                     | 19 мая 2002                           | США                                   | 2:0                                   | —                                     | Товарищеский матч                     |
| 7                                     | 3 сентября 2004                       | Лихтенштейн                           | 3:0                                   | 1                                     | Товарищеский матч                     |
| 8                                     | 9 октября 2004                        | Македония                             | 2:2                                   | —                                     | Чемпионат мира 2006 (отбор)           |
| 9                                     | 13 октября 2004                       | Финляндия                             | 3:1                                   | —                                     | Чемпионат мира 2006 (отбор)           |
| 10                                    | 17 ноября 2004                        | Андорра                               | 3:0                                   | —                                     | Чемпионат мира 2006 (отбор)           |
| 11                                    | 9 февраля 2005                        | Англия                                | 0:0                                   | —                                     | Товарищеский матч                     |
| 12                                    | 26 марта 2005                         | Румыния                               | 2:0                                   | —                                     | Чемпионат мира 2006 (отбор)           |
| 13                                    | 30 марта 2005                         | Армения                               | 2:0                                   | —                                     | Чемпионат мира 2006 (отбор)           |
| 14                                    | 4 июня 2005                           | Румыния                               | 2:0                                   | —                                     | Чемпионат мира 2006 (отбор)           |
| 15                                    | 8 июня 2005                           | Финляндия                             | 4:0                                   | —                                     | Чемпионат мира 2006 (отбор)           |
| 16                                    | 17 августа 2005                       | Германия                              | 2:2                                   | —                                     | Товарищеский матч                     |
| 17                                    | 3 сентября 2005                       | Армения                               | 1:0                                   | —                                     | Чемпионат мира 2006 (отбор)           |
| 18                                    | 8 октября 2005                        | Чехия                                 | 2:0                                   | —                                     | Чемпионат мира 2006 (отбор)           |
| 19                                    | 12 октября 2005                       | Македония                             | 0:0                                   | —                                     | Чемпионат мира 2006 (отбор)           |
| 20                                    | 12 ноября 2005                        | Италия                                | 1:3                                   | —                                     | Товарищеский матч                     |
| 21                                    | 27 мая 2006                           | Камерун                               | 1:0                                   | —                                     | Товарищеский матч                     |
| 22                                    | 1 июня 2006                           | Мексика                               | 2:1                                   | —                                     | Товарищеский матч                     |
| 23                                    | 4 июня 2006                           | Австралия                             | 1:1                                   | —                                     | Товарищеский матч                     |
| 24                                    | 11 июня 2006                          | Сербия и Черногория                   | 1:0                                   | —                                     | Чемпионат мира 2006                   |
| 25                                    | 16 июня 2006                          | Кот-д’Ивуар                           | 2:1                                   | —                                     | Чемпионат мира 2006                   |
| 26                                    | 21 июня 2006                          | Аргентина                             | 0:0                                   | —                                     | Чемпионат мира 2006                   |
| 27                                    | 16 августа 2006                       | Ирландия                              | 4:0                                   | —                                     | Товарищеский матч                     |
| 28                                    | 2 сентября 2006                       | Люксембург                            | 1:0                                   | —                                     | Чемпионат Европы 2008 (отбор)         |
| 29                                    | 6 сентября 2006                       | Беларусь                              | 3:0                                   | —                                     | Чемпионат Европы 2008 (отбор)         |
| 30                                    | 7 октября 2006                        | Болгария                              | 1:1                                   | —                                     | Чемпионат Европы 2008 (отбор)         |
| 31                                    | 11 октября 2006                       | Албания                               | 2:1                                   | —                                     | Чемпионат Европы 2008 (отбор)         |
| 32                                    | 15 ноября 2006                        | Англия                                | 1:1                                   | —                                     | Товарищеский матч                     |
| 33                                    | 7 февраля 2007                        | Россия                                | 4:1                                   | —                                     | Товарищеский матч                     |
| 34                                    | 24 марта 2007                         | Румыния                               | 0:0                                   | —                                     | Чемпионат Европы 2008 (отбор)         |
| 35                                    | 2 июня 2007                           | Республика Корея                      | 2:0                                   | —                                     | Товарищеский матч                     |
| 36                                    | 6 июня 2007                           | Таиланд                               | 3:1                                   | —                                     | Товарищеский матч                     |
| 37                                    | 26 марта 2008                         | Австрия                               | 4:3                                   | —                                     | Товарищеский матч                     |
| 38                                    | 24 мая 2008                           | Украина                               | 3:0                                   | —                                     | Товарищеский матч                     |

Итого: 38 матчей / 1 гол; 27 побед, 10 ничьих, 1 поражение.

## Достижения
«Аякс»
- Чемпион Нидерландов: 1995/96

МВВ
- Победитель Первого дивизиона Нидерландов: 1996/97

«Фейеноорд»
- Обладатель Кубка Нидерландов: 2008

«Твенте»
- Обладатель Кубка Нидерландов: 2011